# Човек из Урфе
Човек из Урфе, познат и као Статуа из Баликлигола, је древна статуа у облику човека пронађена током ископавања у Баликлиголу близу Урфе, у географском подручју Горње Месопотамије, на југоистоку модерне Турске. Датира се око 9.000 п. н. е. до периода прекерамичког неолита и сматрана је „најстаријом натуралистичном скулптуром човека у природној величини“. Сматра се да је настала у исто време са локалитетима Гобекли Тепе (прекерамички неолит А/Б; 10.000–8.800 п. н. е.) и Невали Чори (прекерамички неолит Б; 8.800–6.500 п. н. е.).

## Откриће
Статуа је пронађена током грађевинских радова, а тачна локација налаза није правилно забележена, али је могуће да потиче са оближњег прекерамичког неолитског А локалитета Урфа Јени-Јол. Ово није далеко од других познатих прекерамичких неолитских локалитета око Урфе: Гобекли Тепе (око 10 километара), Гурџутепе. Наводи се да је откривена 1993. године у улици Јени Јол у Баликлигелу, на истој локацији где је од 1997. године истраживано преткерамичко неолитско налазиште.
Статуа је висока скоро 1,90 метара. Очи формирају дубоке рупе, у којима су постављени сегменти црног опсидијана. Има огрлицу или крагну у облику слова V. Руке су склопљене напред, покривајући гениталије. Сматра се да статуа датира из око 9000. године пре нове ере и често се тврди да је најстарија позната статуа на свету.

## Контекст
Пре Урфа човека, познате су бројне статуете малих димензија из горњег палеолита, као што су фигурина Левенменша (око 40.000. п. н. е.), Венера из Долни Вестонице (око 30.000. п. н. е.), Венера из Вилендорфа (око 25.000. п. н. е.) или реалистична Венера из Брасемпуија (око 25.000. п. н. е.).
Нешто касније од Урфа човека, из преткерамичког неолита Ц, антропоморфне статуе су познате из Леванта, као што су статуе „Аин Газал“ пронађене у Јордану. 2023. године објављено је да су ископавања спроведена у Карахан Тепеу открила људску статуу која датира из око 9.400. године пре нове ере.

## Галерија
- Још један поглед на статуу
- Портрет мушкарца из Урфе, са опсидијанским камењем у очним дупљама
- Урфа човек - детаљ